# Divo
Divo je grad u Obali Bjelokosti, glavni grad regije Sud-Bandama. Nalazi se 110 km južno od glavnog grada Yamoussoukroa i 165 km sjeverozapadno od Abidjana. Ima zračnu luku (IATA: DIV).
Godine 1988. Divo je imao 72.494 stanovnika.